# Четврти крајишки партизански одред
Четврти крајишки народноослободилачки партизански одред формиран је на планини Мањачи 6. фебруара 1942. године од делова Трећег крајишког партизанског одреда, као и од Мањачког, Чемерничког, Борјанског и Прњаворског батаљона.
Први командант одреда био је Данко Митров, а политички комесар Раде Личина, народни хероји.
Одред је убрзо по формирању, током априла и маја 1942. године, усред серије четничких пучева, био је потпуно уништен. Поново је био обновљен фебруара 1943. годне и у мају исте године је био расформиран ради попуне новоформираних — Бањалучког и Прњаворског одреда.

## Ратни пут

### Устанак и формирање одреда
4. крајишки одред формиран је 1941. године као дио напора Народноослободилачког покрета (НОП) да организује отпор против окупационих сила у Босанској крајини. Током почетних мјесеци, одред је учествовао у борбама против усташких и њемачких снага, уз повремене успехе.
Крајем децембра 1941. и почетком јануара 1942. на територији средње Босне пребацују се по директиви четничког руководства неколико официра, жандарма, полицајаца и других. Њихов задатак био је да се убаце у партизанске редове и разорно дејствују, а у погодном моменту да изврше преврат у партизанским четама и преузму команду над јединицама.

### Четничке побуне у одреду
Услед јаке четничке пропаганде, одред се почетком 1942. године суочио с озбиљним унутрашњим проблемима. У јануару 1942. године, на терену Котор Вароши четник Лазар Тешановић успео је да одвоји једну чету 2. батаљона 4. крајишког одреда и стави је под своју команду. 14. фебруара 1942. године, у време одржавања скендер-вакуфског саветовања на терену Теслића, у Прибинићу, командир Прибинићке четничке чете Илија Малић је од тамошње три чете формирао четнички батаљон »Петар Мркоњић« и известио штаб 4. батаљона 4. крајишког одреда да више не признаје њихову команду, већ команду Драже Михаиловића.
Почетком 1942. године, стање унутар 4. крајишког одреда постало је забрињавајуће. На скендервакуфској партијској конференцији у фебруару те године, закључено је да је морал унутар јединице слаб, а борбена готовост ниска. Четнички завереници су успешно поткопали политичку стабилност одреда, што је довело до учесталих дезертерстава, саботажа, па чак и оружаних побуна унутар одреда. Борци су почели да одбацују партизанске ознаке и прелазе у редове четника, понекад убијајући партијске комесаре и чланове СКОЈ-а.
Како би покушао стабилизовати јединицу, начелник Оперативног штаба за Босанску крајину, др Младен Стојановић, дошао је на терен централне Босне у пратњи Козарске пролетерске чете. Његова главна мисија била је политичко и војно консолидовање чета 4. крајишког одреда. Међутим, покушаји да се несугласице риеше преговорима нису успели. Најпознатији инцидент догодио се када је др Стојановић кренуо у село Липовац како би преговарао с командиром Лазаром Тешановићем, чланом четничке организације. Уместо договора, Тешановић је организовао заседу, у којој су пролетери нападнути, а др Стојановић тешко рањен. У овом сукобу погинуло је 12 пролетера, а издаја Тешановића довела је до додатног слабљења одреда.
У марту месецу у Јошавци су били смештени: Оперативни штаб за Босанску крајину у згради жандармеријске станице, штаб Четвртог КПНО одреда, Окружни комитет КПЈ и  Окружни комитет СКОЈ у црквеној згради и болница са 30 рањеника у основној школи. Рањени Младен Стојановић лежао је у једној кући удаљеној 1200 метара. У Штабу 4. одреда тада се налазио само Раде Радић, до тада заменик политичког комесара, односно политички инструктор. Непосредно обезбеђење наведених установа вршили су борци Јошавачке партизанске чете које је Радић заједно са тадашњим политичким комесаром чете Петром Алексићем припремао за извршење пуча. Пуч је извршен ноћу између 31. марта и 1. априла 1942. године, одмах после поноћи. За време пуча погинуло је 15 партизана и Младен Стојановић.
До краја пролећа 1942. године, велики део 4. крајишког одреда распао се или прешао на страну четника. Само језгро Црновршке чете и део Прњаворског батаљона остали су лојални партизанима. Командни кадар и партијске структуре су покушавале спасити јединицу, али без већег успеха. 4. крајишки партизански одред је формално престао да постоји у априлу 1942. године, након што су четнички пучисти преузели контролу над већином његових јединица. Након преузимања, Раде Радић је изабран за команданта четничких снага за против Народноослободилачке војске на територији тадашњег Четвртог одреда. Већ 4. априла 1942. Радић се састао са домобранским генералом Брозовићем у Бања Луци где су усагласили споразум о сарадњи у борби против партизана и НОП-а у целини. 13. маја у Бања Луци Лазар Тешановић договара сарадњу са усташама. Овиме је подручје северне Босне између Врбаса и Босне прешло у четничке руке.

### Ново формирање одреда
Крајем 1942. и почетком 1943. Прва пролетерска дивизија се налазила на простору средње Босне, између Врбаса и Босне. Развијајући своја офанзивна дејства, првенствено против четничких снага, ова дивизија је помогла поновном оживљавању и замаху народног устанка на овом простору, што је довело до поновног формирања 4. крајишког НОП одреда и његових јединица, као и у доста масовном приливу бораца у све јединице 1. пролетерске дивизије 
Разбијањем четника, нарочито у рејону Јошавке створени су изванредни услови за политички рад на терену. Народ је добро дочекао пролетерске јединице и велики број добровољаца ступио је у НОВЈ. Само са територије Прњавора и шире околине у 1. пролетрску бригаду је ступило око 700 бораца.

## Последице
Пропадање 4. крајишког партизанског одреда представљало је један од првих великих изазова Народноослободилачког покрета у Босанској крајини. Издаја унутар редова и четнички утицај били су кључни фактори у његовом распаду. Каснији успеси партизанског покрета на овом подручју постигнути су тек након што су додатне снаге, укључујући Пету козарску ударну бригаду и друге јединице, преузеле задатак консолидације партизанског покрета у средњој Босни.

## Народни хероји
Неки од бораца Четвртог крајишког партизанског одреда проглашени за народне хероје су:
- Станко Вукашиновић
- Раде Личина, први политички комесар Одреда
- Драго Мажар
- Данко Митров, први командант Одреда